# The Wandering Scholar

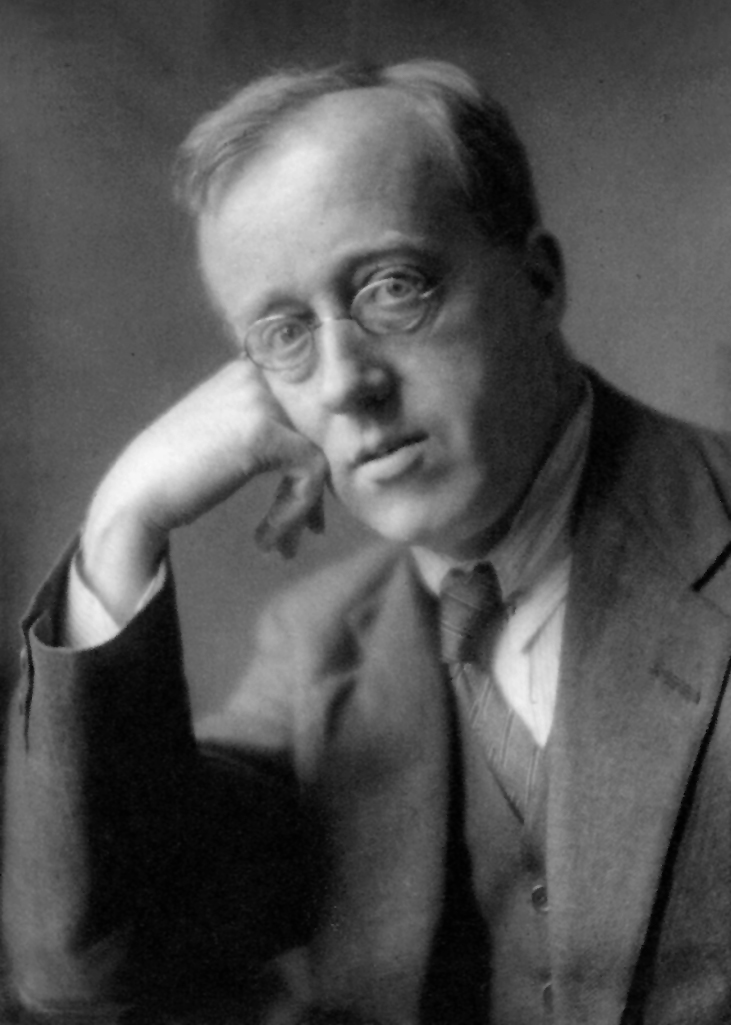
Gustav Holst

The Wandering Scholar är en kammaropera i en akt med musik av Gustav Holst och libretto av Clifford Bax efter Helen Waddells bok The Wandering Scholars (1927).

## Historia
Librettot till Holsts sista opera härstammar från en kapitel i Waddells bok om medeltida vagabonder. Operan hade premiär den 31 januari 1941 på David Lewis Theatre i Liverpool. Holst var för sjuk för att kunna delta vid evenemanget och hade inte kraft att ta sig an den revidering av verket som han hade tänkt. Operan låg opublicerad i nära 40 år ända tills Benjamin Britten och tonsättarens dotter Imogen Holst 1951 sammanställde en omarbetad version för festivalen i Cheltenham.

## Personer
- Pierre, en student (tenor)
- Fader Philippe, en präst (bas)
- Louis, en bonde (baryton)
- Alison, hans hustru (sopran)

## Handling
En ung student i det medeltida Frankrike ber om mat hos en bonde. Tyvärr väljer han just det ögonblick då bondhustru är ensam hemma och i färd med att förlusta sig med prästen. Hon skickar iväg pojken som dock hinner se att hustrun har gömt mat. Just som hustrun och prästen ska klättra upp på loftet återvänder bonden och med sig har han studenten som han träffat på vägen. Prästen gömmer sig och hustrun nekar till att de har någon mat att ge bort. Studenten börjar berätta en saga och avslöjar samtidigt var hustrun har gömt maten. De upptäcker den gömde prästen som kastas ut. Studenten bjuds till bords medan bonden tar med hustrun upp på loftet för en tillrättavisning.